# ラフィー (DD-459)
| DD459 ラフィー |                                                                                                |
| 艦歴           |                                                                                                |
| 造船所         | カリフォルニア州サンフランシスコベスレヘム造船                                                 |
| 起工           | 1941年1月13日                                                                                  |
| 進水           | 1941年10月30日                                                                                 |
| 就役           | 1942年3月31日                                                                                  |
| 退役           |                                                                                                |
| その後         | 1942年11月13日第三次ソロモン海戦で戦没                                                         |
| 除籍           |                                                                                                |
| 性能諸元       |                                                                                                |
| 排水量         | 1,650トン                                                                                      |
| 全長           | 106.02m                                                                                        |
| 全幅           | 11.00m                                                                                         |
| 吃水           | 3.61 m                                                                                         |
| 最大速力       | 37.5ノット                                                                                     |
| 乗員           | 士官、兵員208名                                                                                |
| 兵装           | Mk 10 5インチ砲 4門 エリコン20mm機関砲 5門 21インチ魚雷発射管3門 爆雷投射機5門 爆雷投下軌条5基 |

ラフィー (USS Laffey, DD-459) は、第二次世界大戦でのアメリカ海軍のベンソン級駆逐艦の一隻。艦名はバートレット・ラフィー（1841年 - 1901年3月22日）に因む。彼は1864年南北戦争での英雄的行動により水兵として勲章を授与された。

## 艦歴
ラフィーは1941年1月13日にカリフォルニア州サンフランシスコベスレヘム造船で起工し、1941年10月30日にラフィー水兵の孫娘であるエリナー・G・フォーゲッティの立会を伴い進水した。そして1942年3月31日ウィリアム・E・ハンク少佐の指揮下で就役し、1942年11月13日の第三次ソロモン海戦にて沈没した。
ラフィーはアメリカ西海岸で訓練を行い、真珠湾方面の戦場へ向かい、1942年8月28日にエファテ島到着した。ここで潜水艦哨戒作業に従事した後、9月6日に第18任務艦隊に参加した。
9月15日、旗艦である空母ワスプが撃沈された際、ラフィーは生存者を救助しエスピリトゥサント島に引き返した。その後第64任務艦隊に同行し、ニューカレドニアのヌメアに9月18日到着した。

## サボ島沖海戦
ラフィーは1942年10月11日から12日にかけてのエスペランス岬沖海戦(日本側呼称：サボ島沖海戦)で初めて艦隊行動に参加した。ノーマン・スコット少将の艦隊と駆逐艦によって行われたこの作戦は、日本軍のガダルカナル補給を阻止することが目的だった。10月11日に艦隊は1本の隊列を組んで行動し、ラフィーは2隻の駆逐艦と共にその先陣を務めた。約1時間後、乗組員たちは戦場に到着し戦闘配置についた。交戦が始まった時、ラフィーは青葉を発見しMk 10 5インチ砲3門で射撃した。戦闘は激しい夜間砲撃戦となった。この戦いでアメリカ海軍は夜明けの時点で駆逐艦ダンカンが沈没しかけていた。しかし日本海軍の損害はそれを上回り、古鷹が沈没、青葉は大破した。

## 第三次ソロモン海戦
戦闘後の11月11日に、ラフィーはヌメアからルンガ岬に向かう輸送船団の護衛部隊と合流し、翌日に目的地に到着した。荷下ろし作業は激しい空襲により妨害を受けた。11月13日にラフィーはダニエル・J・キャラハン少将麾下8隻の駆逐艦と5隻の重巡洋艦の部隊の先導をつとめた。夜間警戒を始めてしばらくすると、レーダー操作員は敵との接触を報告した。日本海軍の阿部弘毅中将率いる戦艦2隻、巡洋艦、駆逐艦14隻の艦隊が水平線上に現れ、第三次ソロモン海戦の火蓋が切られた。
ラフィーは日本軍の艦隊に向けて火砲や魚雷を発射した。戦闘の激しさが頂点に達した頃、戦艦比叡が暗闇の中から現れ、ラフィーは全速力で同じ地点に向かって進んだ。比叡とラフィーは20フィート（約10m）の距離ですれ違った。ラフィーは魚雷を発射しながら比叡の艦橋を火砲で掃射し、阿部弘毅中将を負傷させ、彼の参謀長を戦死させた。ラフィーは比叡と接近した後、攻撃によって破壊されなかった3門の主砲を用いて、船尾側の比叡、左舷正面の戦艦霧島、左舷船首側の2隻の駆逐艦と至近距離で対峙した。ラフィーは比叡の50口径四十一式15cm砲を多数被弾した。ラフィーは比叡への攻撃後、日本艦隊の駆逐艦の砲火を掻い潜って霧島へ接近したものの主砲弾を被弾、その後更に発射艦不明の魚雷もしくは長良の砲撃が命中して沈没した。比叡は後にヘンダーソン飛行場および空母エンタープライズから発進したアメリカ軍機の攻撃によって沈没した。ラフィーはこの行動により、殊勲部隊章を受賞した。

## 勲章
ラフィーは第二次大戦中の南太平洋での英雄的行動により、殊勲部隊章と3つの従軍星章を受賞した。